# 色热卓德寺
色热卓德寺，位于西藏自治区日喀则地区白朗县强堆乡亚龙村，是一座藏传佛教寺院。

## 简介
色热卓德寺是位于西藏自治区日喀则地区白朗县强堆乡亚龙村的一座藏传佛教寺院。
色热卓德寺是白朗县的著名寺院之一。白朗县的知名寺院还有参卓林寺、谢卓林寺、当钦寺等等。